# Parlamentsvalet i Irak i januari 2005
Parlamentsvalet i Irak i januari 2005 ägde rum den 30 januari 2005. Valet gällde ett parlament som skulle enas om en ny grundlag. Samma dag skedde även val till de 18 provinsförsamlingarna samt till ett regionalt parlament med 111 ledamöter i de kurdiska provinserna i norr. Några utländska valobservatörer fanns knappast alls, däremot hade 18 000 irakier utbildats till valobservatörer.

## Partilistor (urval)
- Förenade irakiska alliansen bestod främst av shiitiska religiösa och liberala grupper som har samarbetat med de amerikanska trupperna. Även sunnitiska och kurdiska kandidater ingick. Koalitionen leddes av kärnfysikern Hussein Shahristani. Stöddes av shiamuslimske Abdel Aziz Hakim och ayatollahn Ali Sistani.
- Irakiska listan (al-Qayimaal Iraqia) bestod av främst shiamuslimska sekulära grupper, främst Irakiskt nationellt samförstånd som leddes av den nuvarande premiärministern Iyad Allawi.
- Kurdistans demokratiska patriotiska allians bestod av de två kurdiska partierna Kurdistans demokratiska parti (KDP) samt Kurdistans patriotiska union (PUK) som tidigare krigat med varandra men som hade enats om att driva Kurdistans intressen. Förgrundsfigurer var Massoud Barzani (KDP) och Jalal Talabani (PUK).
- Folkunionen (Ittihad al-Shaab) bestod främst av det tidigare förbjudna Irakiska kommunistpartiet och leddes av Hamid Majid Mousa som har medverkat i övergångsregeringen.
- Assyriska demokratiska rörelsen företrädde assyriernas intressen
- Sunnimuslimska grupper som Irakiska muslimska partiet, Muslimska lärdes förening och det förbjudna Baathpartiet deltog inte i valet men sunnimuslimer fanns med som kandidater bland de sekulära partierna.

## Regler
Valet gällde 275 mandat i det nationella parlamentet. Ledamöterna valdes från 83 listor och enligt lag var tredje kandidat på listorna en kvinna. Mandaten tillsattes proportionellt efter hur många röster varje lista fått.

## Utlandsröstning

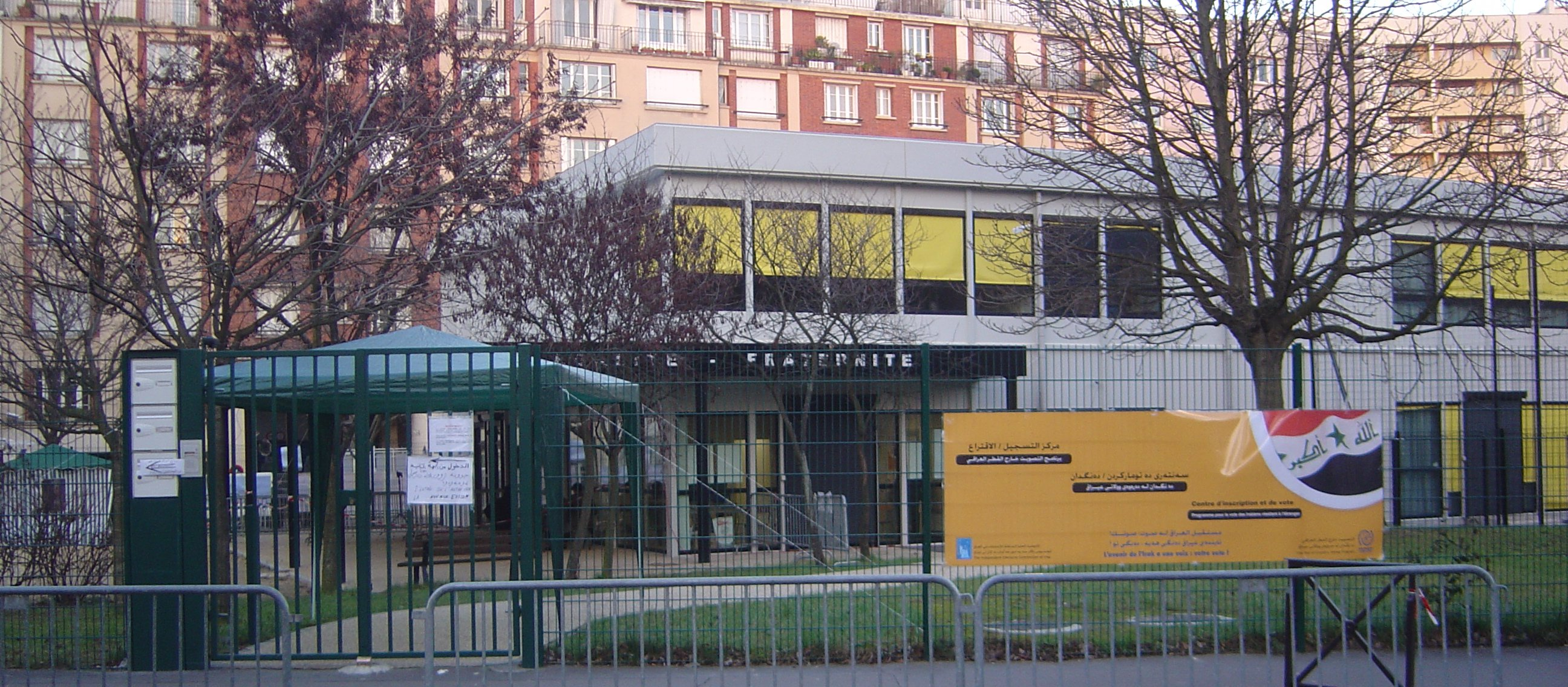
En vallokal i Paris

Uppskattningsvis fanns det en miljon irakier utanför landet med rösträtt och stora ansträngningar gjordes för att de skulle kunna delta i valet. Utlandsröstning skedde i 14 länder och inleddes den 27 januari:
- Australien: Melbourne, Shepparton och Sydney
- Danmark: Köpenhamn
- Frankrike: Paris
- Förenade arabemiraten: Abu Dhabi Dubai
- Iran: Ahvaz, Kermanshah, Mashhad, Orumiyeh, Qom och Teheran
- Jordanien: Amman
- Kanada: Calgary, Ottawa och Toronto
- Nederländerna: Amsterdam, Rotterdam och Zwolle
- Storbritannien: Glasgow, London och Manchester
- Sverige: Göteborg och Stockholm
- Syrien: Damaskus
- Turkiet: Ankara och Istanbul
- Tyskland: Berlin, Köln, Mannheim och München
- USA: Chicago, Detroit, Los Angeles, Nashville och Washington, D.C.

## Valresultat
Som väntat vanns valet av shiamuslimska partier även om dessa inte fick egen majoritet i parlamentet. 58 procent av de registrerade väljarna deltog i valet. Jalal Talabani utsågs efter valet till Iraks president.
| Parti                                                          | Röster    | Röster   | Ledamöter | Ledare                                                          |
| -------------------------------------------------------------- | --------- | -------- | --------- | --------------------------------------------------------------- |
| Parti                                                          | Antal     | Andel    | Ledamöter | Ledare                                                          |
| Förenade irakiska alliansen                                    | 4 075 292 | 48,19 %  | 140       | Abdul Aziz al-Hakim, Ibrahim al-Jaafari, Hussain al-Shahristani |
| Kurdistans demokratiska patriotiska allians                    | 2 175 551 | 25,73 %  | 75        | Jalal Talabani, Masoud Barzani                                  |
| Irakiska listan                                                | 1 168 943 | 13,8 %   | 40        | Iyad Allawi                                                     |
| Irakierna                                                      | 150 680   | 1,78 %   | 5         | Ghazi al-Yawer                                                  |
| Irakiska turkmenska fronten                                    | 93 480    | 1,11 %   | 3         | Farok Abdullah Abdurrahman                                      |
| Nationella självständiga grupper och eliter                    | 69 938    | 0,83 %   | 3         | Fatah al-Sheikh                                                 |
| Folkunionen                                                    | 69 920    | 0,83 %   | 2         | Hamid Majid Mousa                                               |
| Kurdistans muslimska grupp                                     | 60 592    | 0,72 %   | 2         | Ali Abd-al Aziz                                                 |
| Organisationen för muslimsk handling i Irak - Centralkommandot | 43 205    | 0,51 %   | 2         |                                                                 |
| Nationella demokratiska alliansen                              | 36 795    | 0,44 %   | 1         |                                                                 |
| Rafidains nationella lista                                     | 36 255    | 0,43 %   | 1         | Yonadem Kana                                                    |
| Försonings- och befrielseblocket                               | 30 796    | 0,36 %   | 1         | Mishaan Jibouri                                                 |
| Irakisk samling för nationell enighet                          | 23 686    | 0,28 %   | 0         | Dr. Nehro Mohammed                                              |
| Oberoende demokraters samling                                  | 23 302    | 0,27 %   | 0         | Adnan Pachachi                                                  |
| Irakiska muslimska partiet                                     | 21 342    | 0,25 %   | 0         | Mohsen Abdel-Hamid                                              |
| Islamska dawarörelsen                                          | 19 373    | 0,23 %   | 0         | Adil Abd Al-Raheem                                              |
| Irakisk nationell samling                                      | 18 862    | 0,22 %   | 0         | Hussein al-Jibouri                                              |
| Irakisk republikansk samling                                   | 15 452    | 0,18 %   | 0         | Sa'ad Al-Janabi                                                 |
| Rörelsen för konstitutionell monarki                           | 13 740    | 0,16 %   | 0         | Sharif Ali bin Al-Hussein                                       |
| Samling för irakisk demokrati                                  | 12 728    | 0,15 %   | 0         | Raheem Al-Sa'edi                                                |
| Oberoende kandidater                                           | 11 614    | 0,14 %   | 0         | Ali Muslim Jar Allah Ali Al-Bithani                             |
| Samling för irakiskt hashemitiska rojalister                   | 9 781     | 0,11 %   | 0         | Salman Hussein Al-Ajeeli                                        |
| Demokratisk nationell allians                                  | 9 747     | 0,11 %   | 0         |                                                                 |
| Demokratiska irakiska rörelsen                                 | 8 331     | 0,10 %   | 0         | Aziz Al-Yasiri                                                  |
| Samling för demokratiskt Irak                                  | 8 316     | 0,10 %   | 0         | Farqad Al-Qazwini                                               |
| Muslimska förtruppernas parti                                  | 7 182     | 0,08 %   | 0         | Ali Al-Yasiri                                                   |
| Nationella fronten för Iraks enhet                             | 7 126     | 0,08 %   | 0         | Hasan Al-Lahibi                                                 |
| Assyrisk nationell samling                                     | 7 119     | 0,08 %   | 0         | Audishoa Malko                                                  |
| Demokratiska allmän handlingsfront                             | 6 772     | 0,08 %   | 0         |                                                                 |
| Muslimska försoningsrörelsen                                   | 6 706     | 0,08 %   | 0         |                                                                 |
| Rörelsen för fria civilister och officerare                    | 6 372     | 0,07 %   | 0         | Najeeb Al-Salihi                                                |
| Muslimsk våg                                                   | 6 130     | 0,07 %   | 0         | Hussien Al-Adili                                                |
| Muslimska rörelsen för irakiska kurder från Philos             | 5 986     | 0,07 %   | 0         | Tha'r Al-Philee                                                 |
| Oberoende listan                                               | 5 981     | 0,07 %   | 0         |                                                                 |
| Demokratiska folkrörelsen                                      | 5 852     | 0,07 %   | 0         |                                                                 |
| Oberoende                                                      | 5 652     | 0,07 %   | 0         | Abd Al-Sattar Al-Qat' Al-Abodi                                  |
| Demokratiska muslimska partiet                                 | 5 581     | 0,06 %   | 0         | Dr. Abbas Al-Askari                                             |
| Oberoende                                                      | 5 519     | 0,06 %   | 0         | Malik Abd Al-Hussein Ghafoori                                   |
| Demokratiska irakiska folkpartiet                              | 5 206     | 0,06 %   | 0         |                                                                 |
| Kurdistanska partiet för en demokratisk lösning                | 5 183     | 0,06 %   | 0         | Fa'aq Mohammed                                                  |
| Oberoende                                                      | 5 127     | 0,06 %   | 0         | Amin Haider Al-Hassani                                          |
| Alliansen för rättvisa och framtid                             | 4 527     | 0,05 %   | 0         | Sami Falih, Shamil Darweesh                                     |
| Oberoendes listan                                              | 4 524     | 0,05 %   | 0         |                                                                 |
| Yazidi-rörelsen för reformer och framsteg                      | 4 327     | 0,05 %   | 0         |                                                                 |
| Andra                                                          | 374 494   | 4,43 %   | 0         |                                                                 |
| Summa giltiga röster                                           | 8 456 266 | 100,00 % | 275       |                                                                 |
| Ogiltiga röster                                                | 94 305    | —        |           |                                                                 |
| Summa antal röster                                             | 8 550 871 | —        |           |                                                                 |

## Ny grundlag
Parlamentets ledamöter viktigaste uppgift var att utarbeta en ny grundlag. I det arbetet fanns det flera saker som måste beaktas:
- Styrelseform: federal republik eller enhetsstat
- Vilken roll islams lag skall spela
- Vilket inflytande etniska minoriteter, till exempel sunnimuslimerna, skall ha
- Kurdistans ställning

Arbetet med grundlagen skedde snabbt och var föremål för en folkomröstning i oktober 2005. Valdeltagandet i folkomröstningen var 63 procent.